# Charlbury

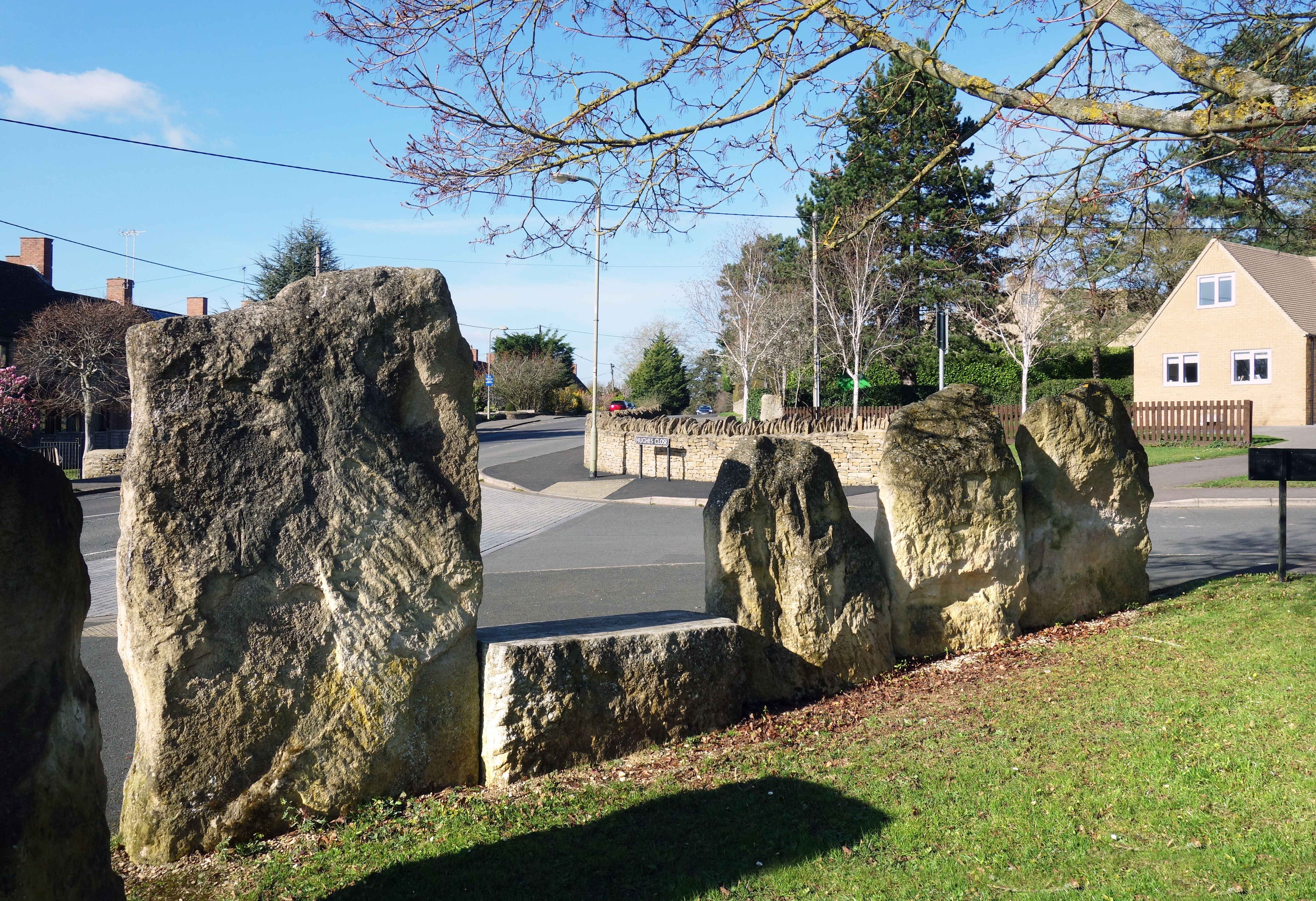
Menhire in Charlbury

Charlbury ([ˈtʃɑɹlb(ə)ɹi] oder [ˈtʃɔɹlb(ə)ɹi], örtlich [ˈtʃɔwbɹi]) ist ein Dorf und „civil parish“ (Gemeinde) im Tal des Flusses Evenlode, ungefähr 6,5 km nördlich von Witney in Oxfordshire. Es liegt am Rand des Wychwood-Walds in den Cotswolds.

## Name
Die Herkunft des Namens ist unsicher. Er stammt wahrscheinlich von dem Altenglischen ceorl (Aussprache: /tʃɔrl/), der „Ehrenbürger der niedrigsten Gesellschaftsschicht“ bedeutete, oder vom Vornamen Ceorl. Beide stammen vom Germanischen Wort *karlaz.

## Gebäude
Die Pfarrkirche der Church of England unter dem Titel „St. Mary the Virgin“ wird traditionell mit Sankt Diuma in Verbindung gebracht, der im 7. Jahrhundert erster Bischof Mercias wurde. Charlburys Marienkirche wurde am Ende 12. Jahrhundert gebaut und im 13. Jahrhundert vergrößert. Weitere Veränderungen wurden im 14. Jahrhundert im Decorated Style und im 15. und 16. Jahrhundert im Perpendicular Style gemacht.

## Verkehr
Charlburys Bahnhof liegt an der „Cotswold-Linie“. Züge der Eisenbahngesellschaft Great Western Railway fahren bis London Paddington, Oxford, Great Malvern, Worcester und Hereford.

## Ereignisse
In Charlbury finden zwei Musikfestspiele statt: das Charlbury Riverside Festival und das Cornbury Music Festival im Cornbury Park. Jedes Jahr wird ein Bierfest durchgeführt, und ein Straßenfest, bei dem traditionelles Morristanzen stattfindet.

## Politik
Charlbury gehört zum Wahlkreis des ehemaligen Parteivorsitzenden der Konservativen Partei, David Cameron. Das Kreisratsmitglied Charlburys, Neil Owen, ist konservativ und die zwei Distriktratsmitglieder, Glena Chadwick and Michael Breakell, sind beide Liberaldemokraten.

## Persönlichkeiten
- Larcum Kendall (1719–1790), Uhrmacher
- Hilda Horniblow (1886–1950), Chief Controller des weiblichen Hilfskorps der British Army